# Cantone di Champs-sur-Marne
Il Cantone di Champs-sur-Marne è una divisione amministrativa dell'arrondissement di Torcy.
A seguito della riforma complessiva dei cantoni del 2014 è passato da 2 a 4 comuni.

## Composizione
Prima della riforma del 2014 comprendeva i comuni di:
- Champs-sur-Marne
- Émerainville

Dal 2015 comprende i comuni di:
- Champs-sur-Marne
- Croissy-Beaubourg
- Lognes
- Noisiel